# Commissariat général du Plan

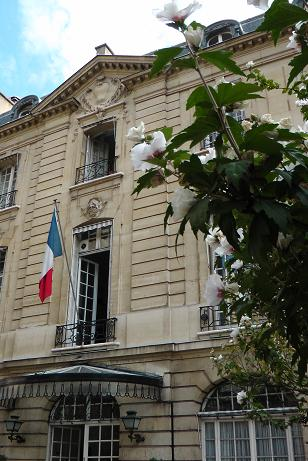
Amtssitz der Behörde in Paris

Das Commissariat général du Plan (deutsch „Generalplanungskommission“) war von 1946 bis 2006 eine Behörde des französischen Premierministers.
Die Behörde war mit der Planung der Wirtschaftspolitik Frankreichs befasst und wurde 2006 durch das Centre d’analyse stratégique (CAS) ersetzt.